# Mattenalpsee
Der Mattenalpsee ist ein Stausee im Kanton Bern in der Schweiz.

## Lage
Der Mattenalpsee liegt am oberen Ende des Urbachtals (oberes Haslital) auf 1875 m ü. M. unterhalb des Gauligletschers im östlichen Berner Oberland.

## Umgebung
Der Mattenalpsee wird vom Wasser des Gauligletschers durch den Urbach gespeist und ist nur im Sommerhalbjahr eingestaut.
In der näheren Umgebung befindet sich die Gaulihütte (2205 m ü. M.) des Schweizer Alpen-Clubs (SAC).

## Nutzung
Der Mattenalpsee ist ein fischreicher Bergsee mit zwei Millionen Kubikmeter Inhalt. Gefangen werden Bach- und Regenbogenforellen sowie Bachsaiblinge.
Das Wasser des Mattenalpsees wird durch die Elektrizitätswerke Handeck 2 und Handeck 3 sowie Innertkirchen 1 der Kraftwerke Oberhasli AG genutzt.